# Макбет
Макбе́т или Мак Бетад мак Финдлайх (гэльск. Mac Bethad mac Findláich) или Маебета (около 1005 — 15 августа 1057) — король Шотландии из Морейской династии с 1040 года по 1057 год, мормэр Морея с 1032 по 1057 год. Макбет был внуком короля Малькольма II и сыном Финдлеха, главы Морея (которого ряд хроник также называет королём). Впрочем, несмотря на это, сведения о его жизни отрывочны и переплетаются с легендами. Через несколько лет после гибели отца Макбет получил Морей. Возможно именно он, как один из трёх королей Шотландии, встречался с Кнудом Великим около 1031 года. В 1040 году, после гибели в бою Дункана I, стал королём Шотландии. В 1050 году Макбет совершил путешествие в Рим. В 1054 году был разбит эрлом Нортумбрии Сивардом. В 1057 году погиб в битве с Малькольмом III. Его могила находится на острове Айона.
Наиболее известен как персонаж трагедии Шекспира «Макбет», которая во многом не соответствует исторической действительности.

## Имя
В XI веке полное имя Макбета было Мак Бетад мак Финдлайх (гэльск. Mac Bethad mac Findláich, где «Мак Бетад» — имя, а «Финдлайх» имя его отца.
После создания пьесы Шекспира «Макбет» (англ. Macbeth) это имя стало широко известно в англоязычной среде.
В русской исторической литературе короля традиционно именуют Макбет. Тем не менее встречаются и другие варианты. В книге А. Мак-Кензи «Кельтская Шотландия» король именуется Маелбета, а его отец Финдлаек. Федосов Д. Г. в книге «Рождённая в битвах…» приводит вариант Макбет мак Финдли (англ. Macbeth MacFinlay).

## Шотландия в первой половине XI века

Королевство Островов, Шотландия и Стратклайд в начале XI века

В начале XI века на территории современной Шотландии существовало минимум 7 независимых или полузависимых королевств, включая собственно Шотландское королевство (известное также как королевство Альба), территория которого занимала восточную и центральную части Шотландии. Кроме того, существовало множество других независимых или полузависимых королевств. Север и северо-запад управлялись скандинавскими правителями, самыми известными из которых были «короли островов» — правители Гебридских островов. Кроме них были ярлы, под управлением которых находились современные Кейтнесс, Сазерленд, Оркнейские и Шетландские острова, а также большая часть Аргайла. К югу от Форта располагалась так называемая «Средняя Британия» — разные англо-, гэльско- и британоязычные территориальные образования, самыми известными из которых были англосаксонское «графство» с центром в Бамборо и бритское королевство Стратклайд (Камбрия).
Точные границы Шотландского королевства неизвестны. Его южная граница, согласно источникам XI—XII веков проходила по реке Форт, заболоченное низовье которой и Ферт-оф-Форт были для шотландцев хорошей защитой, и Пентлендским холмам. Сама Шотландия в этот период фактически была разделена на 2 части. Сердцем королевства и опорой власти королей был бассейн реки Тей в Южной Шотландии.
После того как в 1040 году королём стал Дункан I, к Альбе была присоединена территория королевства Стратклайд (Камбрии), которой тот управлял с 1018 года. В результате южная граница королевства переместилась на юг до залива Солуэй и реки Твид. Как отмечает Агнесс Маккензи, именно тогда «возникла современная Шотландия», хотя её границы пока что не совсем совпадали с современными: в этот период в состав Стратклайда входили земли, располагавшиеся к югу от реки Сарк, да и север и северо-запад Шотландии оставался под управлением скандинавов.

## Происхождение и семья
В начале XI века королём Альбы был Малькольм II — последний представителя династии Макальпинов на шотландском троне. Сыновей он не оставил, но у него было несколько дочерей. Одна из них, Беток, вышла замуж за Кринана, который в нескольких источниках упоминается как аббат Данкельдского аббатства. В этом браке родился будущий король Дункан I.
Кроме Дункана существовали и другие претенденты на престол. В Шотландии во время правления династии Макальпинов действовала система, при которой на троне последовательно сменяли друг друга потомки двух линий потомков короля Кеннета I: «Клан Кустантин мак Кинеда» (гэльск. Clann Custantín meic Cinaeda) — потомки короля Константина I, и «Клан Аэда мак Кинеда» (гэльск. Clann Áeda meic Cinaeda) — потомки короля Эда (Аэда). Этот принцип сохранялся на протяжении всего X века. Малькольм II происходил из клана Константина. Последним представителем династии Аэда на шотландском троне был Кеннет III, погибший в 1005 году в битве против Малькольма II. При этом оставались и другие представители династии, но, как полагают историки, возможно в 1034 году не было ни одного взрослого потомка Кеннета I. Так в 1033 году Малькольм II убил «сына сына» (то есть внука) Боэте мак Кинеда; его родственные связи точно неизвестны; по одной версии, Боэте был сыном Кеннета II и, соответственно, братом короля, но историки считают более вероятным, что он был сыном Кеннета III. При этом у Боэте осталась дочь по имени Груох, которая была замужем за Гиллекомганом, правителем Морея; в этом браке родился сын по имени Лулах. Однако в 1032 году муж Груох был сожжён вместе с 50 своими людьми, возможно, по наущению своего двоюродного брата Макбета, сына Финдлеха мак Руайри, ставшего после этого правителем Морея. Её сын был ребёнком и, вероятно, не имел достаточно могущественного покровителя, который мог возвести его на трон. Кроме того, Лулах не отличался большим умом, из-за чего он в списках королей Шотландии XII и XIII века упоминается с прозвищем «Fatuus» (с лат. — «Простак», «Дурак»).

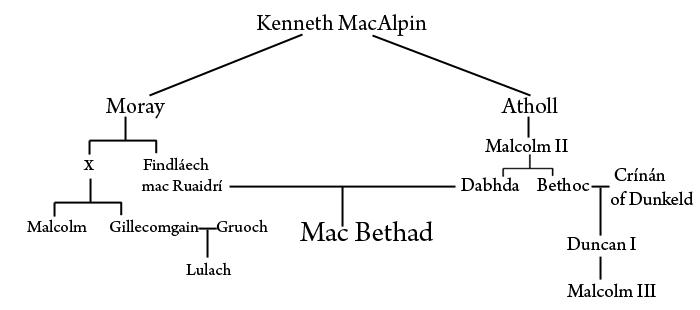
Происхождение Макбета от Кеннета Мак Алпина

Кроме королевской династии в начале XI века существовал клан Руайдри, соперничавший с ней; опорой его власти была область Морей в Северной Шотландии. Двое правителей из клана Руайдри, Финдлех мак Руайри (умер в 1020) и Маэл Колум (Малькольм) мак Майл Бригте (умер в 1029) в ирландских анналах называются королями Шотландии, однако в списках шотландских королей они отсутствуют. Современные историки полагают, что возвышение клана Руайдри, возможно, связано с недовольством королём Малькольмом II среди значительной части политического сообщества королевства. Историк Бенджамин Хадсон предположил, что после поражения Малкольма II от нортумбрийцев в 1006 году в Северной Шотландии решили не подчиняться королю, в то время как южане сохранили ему верность. Однако по сути их власть не распространялась за пределы Морея.
Макбет был сыном Финдлеха мак Руайри. Что касается матери, то здесь существуют разночтения. Хронист Эндрю Уинтонский, имевший доступ к ныне утерянным источником, назвал Макбета сыном сестры короля Дункана I. Другой источник, каноны Хантингтона, называют Макбета «nepos» Малькольма II; это слово в зависимости от контекста означает или «племянник», или «внук». На основании этого Н. Макгиган считает, что Финдлайх, отец Макбета, принадлежал к одному поколению с Дунканом I. В другой интерпретации мать Макбета была одной из дочерей Малькольма II.

## Ранние годы
Макбет родился около 1005 года. Его отец Финдлех был убит в 1020 году, после чего власть в Морее перешла к его двоюродным братьям, Малькольму и Гиллекомгану. Утверждают, ссылаясь на «Анналы Тигернаха», что эти братья были виноваты в гибели Финдлеха, своего дяди. После насильственной смерти в 1029 году Малькольма, а в 1032 году — Гиллекомгана, правителем Морея стал Макбет.
Макбет женился на вдове Гиллекомгана Груох, наследнице Кеннета III (короля Шотландии в 997—1005 годы). Этот брак позволял укрепить положение Макбета и в Морее и в Шотландии.
До Малькольма II (правившего в 1005—1034 годы) в Шотландии существовал сеньоратный принцип престолонаследования. Малькольму II приписывают установление наследования по праву первородства, за что он заслужил прозвище «Разрушитель».
В соответствии с этим правом, а также по привычной для Шотландии практике чередования на престоле представителей разных ветвей королевского рода, наибольшими законными правами на корону обладал пасынок Макбета Лулах как правнук Кеннета III, но он был ещё юн. У Малькольма II было 3 дочери: Беток (мать Дункана), Донада (мать Макбета) и неизвестная по имени дочь (мать Торфина Оркнейского), потомство которых могло наследовать трон по сеньоратному праву.

## Мормэр
С 1032 года по 1057 год Макбет определённо был мормэром (правителем) Морея, но о его жизни в 1032—1040 годы в эти годы в средневековых источниках сведений мало.
К этому (или предыдущему) периоду жизни Макбета ряд исследователей относит один эпизод из Англосаксонской хроники. В «Рукописи D» за 1031 год указаны три события:
- посещение Кнудом Рима.
- поход Кнуда на Шотландию, где ему присягнули короли «Mælcolm, Mælbæþe, Iehmarc»
- Граф Роберт умер в паломничестве, ему унаследовал сын король Вильгельм[25].

Но интерпретация этого эпизода вызывает споры. Кто-то интерпретирует как то, что в разных частях страны правили три независимых друг от друга короля и они подчинились Кнуду сами по себе. Другие считают, что эти короли подчинялись Кнуду через Малькольма II.
До 1032 года (а при благоприятных для Макбета обстоятельствах до 1029 года) он не был даже правителем Морея, а значит не мог как король Шотландии встречаться с Кнудом. На основании этого, ряд исследователей относит это упоминание к «другому Малбете»(например называют «Маэлбетаха, который был главой церкви на небольшом островке в Северной Ирландии»). Другие связывают это событие с Макбетом отмечая, что в данном эпизоде названы события из нескольких лет.
Короля по имени «Mælcolm» связывают с Малькольмом II, а имя «Iehmarc» (Иехмарк) с Эхмаркахом королём Дублина в 1036—1038, 1046—1048 годы (а ранее имевшим владения в Галлоуее).
А. Мак-Кензи датировала поход Кнуда на Шотландию 1031 годом. Но она считала, что раз после похода богатый Лотиан остался за Шотландией, то Кнуд не добился чего хотел, поэтому и заключил мир. А заявление от том, что Кнуд стал верховным сюзереном Шотландии, категорически отвергает, считая событием более позднего времени.
После смерти в 1034 году Малькольма II, королём Шотландии стал его внук от старшей дочери Дункан, бывший королём Стратклайда. Это вызвало возмущение у определённой части шотландской аристократии, которая не одобрила смену принципа наследования.
К этому времени в истории Шотландии вероятно относится эпизод Саги об оркнейцах. Но исследователи спорят: кто именно противостоял Торфинну. Подробнее ниже.
В 1038—1039 годы Дункан I неудачно воевал с англичанами. Эдвульф Нортумберийский в 1038 году опустошил Стратклайд. Ответный поход Дункана на Дарем потерпел поражение. Это привело к недовольству знати. В 1040 году Дункан I вторгся в Морей и погиб на поле битвы 14 августа 1040 года при Ботгогованане (Bothnagowan) около Элгина.
Анналы Ульстера утверждали, что Дункан, сын Кринана, был убит его собственными людьми. Анналы Тигернаха утверждали, что Дункан погиб в юном возрасте, по собственной вине.

## Верховный король Шотландии
После смерти Дункана Макбет стал королём Шотландии. (Отчёт правления ведут с 14 августа 1040 года). Считается, что на этот момент ему было 35 лет.
В 1045 году против Макбета восстал аббат Кринан (отец Дункана), бывший мормэром Атолла, и был убит. После этой победы власть Макбета стала бесспорной (наследники Дункана где-то скитались).
В 1050 году, будучи уверен в своей безопасности, Макбет совершил паломничество в Рим, где прославился щедрыми пожертвованиями.
Датировка различных сообщений о поражении и смерти короля Макбета противоречива. Удаётся восстановить лишь общую канву.
В 1052 году в Англии произошёл антинормандский переворот. Нормандцы, обосновавшиеся при дворе Эдуарда Исповедника, были изгнаны. Часть из них нашла приют у Макбета. Это было использовано Сивардом как предлог для поддержки своего родственника Малькольма, сына Дункана. В 1054 году войска Сиварда вторглись в Южную Шотландию и разбили Макбета. Три года спустя Макбет был убит Малькольмом в битве при Лумфанане в Абердине.
Преемником Макбета стал его пасынок Лулах, правивший в 1057—1058 годы.

## Легенды о Макбете и не о Макбете

### Сага об оркнейцах
В «Саге об оркнейцах» рассказывается среди прочего о Торфинне Сигурдссоне, который был внуком (сыном дочери) «конунга скоттов Мелькольма». От деда Торфин получил Кейтнесс. Торфин много лет жил в мире с королём скоттов. Но после смерти деда «Шотландией стал править человек по имени Карл (или Кали) Хундасон. Он заявил права на Катанес и ждал, что ему будут платить те же подати, что платили раньше конунгам скоттов. Торфинн же считал, что Катанес принадлежит ему, как часть наследства от деда, и отказался выплачивать подати». Карл Хундасон отправил своего племянника Маддана (или Маммтана), передав ему Кейтнес. Стороны собрали свои войска. Карл отправился на 11 кораблях, а Маддана отправил в Кейтнесс по суше. В битвах Торфин разбил Карла на море, разбил и убил Маддана в Кейтнессе, а после битвы при Торфнесе (где погиб Карл) покорил всю Шотландию «с севера до Файфа». Вскоре после подчинения Шотландии, (на земли которой он продолжал совершать набеги) к Торфину присоединился племянник Рёгнвальд Брусасон с которым они начали править вместе. Через 8 лет совместного правления они совершили поход на границу Шотландии и Англии. Английским королём уже был король Хардекнуд (правил в 1040—1042 годы)
Есть разные интерпретации этой саги:
- По одной версии под Карлом подразумевают Макбета[К 10]
- По другой версии, изложенной у А. Мак-Кензи[35] и Dunbar Sir Archibald[56], с Торфином воевал Дункан I.

### Шекспировский Макбет и его оценка

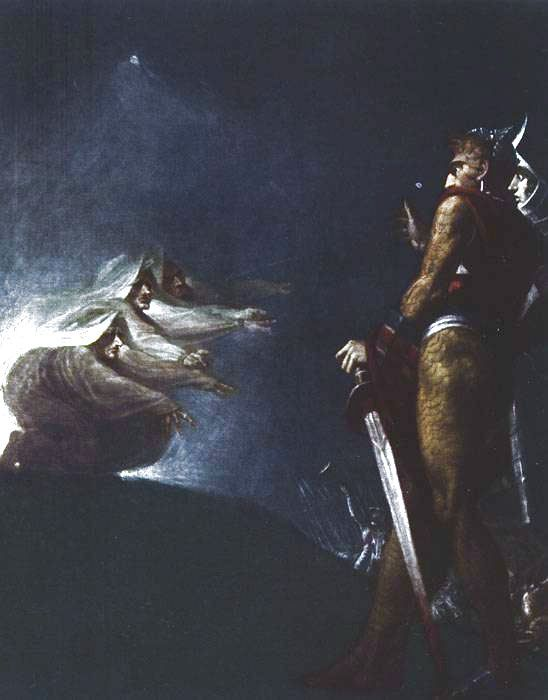
Джон Фузели, «Макбет и ведьмы»

В 1603 году со смертью Елизаветы I пресеклась династия Тюдоров. Новым королём стал король Шотландии Яков I. В 1605 году в одном из театров поставили оскорбительную по мнению короля пьесу. В ответ Уильям Шекспир написал пьесу о Шотландии «Макбет», в которой описывал историю Шотландии и попутно обелил Банко, считавшегося предком Стюартов.
Жизнь Макбета, как и жизнь короля Дункана I, превратилась в легенду уже к концу XIV века, когда Иоанн Фордунский и Эндрю Уинтонский писали свои исторические сочинения. У Иоанна Фордунского Макбет убивает Дункана в битве при Ботгогованане. И «во главе банд» захватывает королевскую власть. Иоанн Фордунский утверждал, что Макбет всячески пытался убить сыновей Дункана, а тех людей, что подозревал в связи с Малькомом всячески преследовал (казнил, бросал в темницы, конфисковывал имущество). Главным сторонником Малькольма называется Макдуф. После бегства Макдуфа в Англию к Малькольму Макбет «в гневе и без суда» конфисковал его имущество.
Уже у Эндрю Уинтонского Макбет из «тана из Морея» превратился в «тана из Кромарти». У этого автора появились ведьмы.
Гектор Боэций расширил повествование «Хроник» Эндрю Уинтонского. При этом у Гектора Боэция появились «тан Гламиса» и «тан из Кавдора». А труд Гектора Боэция использовал создавая в 1577 году свои «Хроники» Рафаэль Холиншед.
Сюжет трагедии «Макбет» (1606) Шекспир с некоторыми модификациями заимствовал из «Хроник Шотландии» Рафаэля Холиншеда. Шекспир изображает Макбета и его жену как благородных убийц и позволяет Макбету превратиться в жестокого тирана, опасающегося мести. Интерес собирается по большей части из-за угрызений совести.
Согласно «шекспировской традиции», Дункан I погиб в замке в ходе заговора. А другие авторы утверждают, что в ходе битвы.